# 大御所
大御所（おおごしょ）は、隠居した親王、摂政・関白の実父、武家政権期における隠居した征夷大将軍や、現職将軍の実父に対する尊称。

## 歴史
古くは天皇の居所である「おほみもと」を指す言葉であり、さらに親王の隠居所である御所を指すようになり、やがては隠居した親王その者を呼ぶ際の尊称として用いられた。『康富記』嘉吉二年（1442）十一月二六日条にその用例がある。後には摂政・関白の実父を呼ぶ際にも用いられている。
鎌倉時代の編纂物『吾妻鏡』建仁三年九月六日条には、江間殿（北条義時）が、前将軍である源頼朝の御所、「大御所（大倉御所）」にいる北条政子のもとに伺候したという記述があり、吾妻鏡が編纂された時期には前将軍の居所に対して「大御所」を用いることが行われていた。一方、実際に息子に将軍職を譲った藤原頼経は「大殿」と称されていた（初出は『吾妻鏡』寛元二年五月廿日条）。
室町時代には足利幕府の将軍職にある者の実父、足利義満・足利義政・足利義視・足利義晴が大御所と尊称されている。

### 江戸幕府
江戸時代になり、徳川幕府の初代将軍徳川家康は将軍職を徳川秀忠に譲り、大御所となった。家康は駿府城に移り、一種の二頭政治を敷いた。秀忠も徳川家光に将軍職を譲った後は江戸城西の丸に入り、大御所として政務をとった。以降8代将軍徳川吉宗、9代将軍徳川家重、11代将軍の徳川家斉が大御所となっている。家斉は将軍職を50年務め、その職を嫡子家慶に譲った後も大御所として実権を握った為、その期間は大御所時代と呼ばれている。
江戸幕府の大御所は将軍職経験者のみであり、家斉は実父徳川治済を大御所としようとしたが、松平定信の反対により実現しなかった。

## 俗語
現代でも、「大御所」は俗語として使用されている。ある分野における長老や権威、または過去に大きな功労があった者やその分野の草分け的存在の者のうち、第一線を退いても大きな存在感を示し続けている者を、「政界の大御所」「芸能界の大御所」などと呼ぶのがそれである。この用例の類義語として「元老」もある。更に大物感のある佇まいの人や動物に対して「大御所」とあだ名する場合がある。